# KIRINJI 19982008 10th Anniversary Celebration
『KIRINJI 19982008 10th Anniversary Celebration』（キリンジ 19982008 テンス アニバーサリー セレブレーション）は、キリンジの2枚目のベスト・アルバム。

## 概要
- メジャーデビュー10周年記念のラストを飾る集大成的な2枚組ベストアルバム。堀込泰行の作詞作曲盤「YH-SIDE」と堀込高樹の作詞作曲盤「TH-SIDE」に分けられている。新曲「星座を睫毛に引っかけて」も収録されている。
- 今作は高音質CD・HQCDを採用している[1]。
- 全トラックのマスタリングはグラミー賞のマスタリング部門を受賞したエンジニア・Ted Jensenが担当している。
- 購入者特典として「キリンジ学習手帳」が付いてくる。
- 初回生産分のみスリーブケース仕様で、ジャケットも異なっている。

## 収録曲

### Disc 1（YH-SIDE）
1. 双子座グラフィティ
初出:1stシングル、1stアルバム『ペイパードライヴァーズミュージック』
2. 冬のオルカ
初出:インディーズ2ndシングル、1stアルバム『ペイパードライヴァーズミュージック』
今作には『ペイパードライヴァーズミュージック』のバージョンが収録されている。
3. BBQパーティー
初出:2ndアルバム『47'45"』
4. 銀砂子のピンボール
初出:2ndアルバム『47'45"』
5. エイリアンズ
初出:6thシングル、3rdアルバム『3』
6. むすんでひらいて
初出:4thシングル『グッデイ・グッバイ』、3rdアルバム『3』
7. フェイバリット
初出:4thアルバム『Fine』
8. 太陽とヴィーナス
初出:8thシングル(両A面の2曲目)、4thアルバム『Fine』
9. カメレオンガール
12thシングル、5thアルバム『For Beautiful Human Life』
10. スウィートソウル
11thシングル「スウィートソウル ep」、5thアルバム『For Beautiful Human Life』
11. YOU AND ME
初出:13thシングル
アルバム初収録曲
12. ブルーバード
初出:15thシングル(両A面の2曲目)、6thアルバム『DODECAGON』
今作には『DODECAGON』のバージョンが収録されている。
13. Lullaby
初出:配信限定シングル(両A面の2曲目)、6thアルバム『DODECAGON』
14. ジョナサン
初出:配信限定シングル、7thアルバム『7-seven-』
今作には『7-seven-』のバージョンが収録されている。
15. Ladybird
初出:配信限定シングル、7thアルバム『7-seven-』

全作詞/作曲:堀込泰行

### Disc 2（TH-SIDE）
1. ニュータウン
初出:1stアルバム『ペイパードライヴァーズミュージック』
2. 汗染みは淡いブルース
初出:1stアルバム『ペイパードライヴァーズミュージック』
3. 牡牛座ラプソディ
初出:2ndシングル、2ndアルバム『47'45"』
4. ダンボールの宮殿
初出:2ndアルバム『47'45"』
5. イカロスの末裔
初出:6thシングル『エイリアンズ』、3rdアルバム『3』
今作には『3』のバージョンが収録されている。
6. 悪玉
初出:3rdアルバム『3』
7. 千年紀末に降る雪は
初出:3rdシングル『アルカディア』、3rdアルバム『3』
8. Drifter
初出:8thシングル(両A面の1曲目)、4thアルバム『Fine』
9. 僕の心のありったけ
5thアルバム『For Beautiful Human Life』
10. 愛のCoda
11thシングル「スウィートソウル ep」、5thアルバム『For Beautiful Human Life』
11. Golden harvest
初出:配信限定シングル(両A面の1曲目)、6thアルバム『DODECAGON』
12. Love is on line
初出:6thアルバム『DODECAGON』
13. 朝焼けは雨のきざし
初出:16thシングル、7thアルバム『7-seven-』
今作には『7-seven-』のバージョンが収録されている。
14. 今日も誰かの誕生日
初出:配信限定シングル、7thアルバム『7-seven-』
15. 星座を睫毛に引っかけて
新曲
PVが製作されており、PVには過去に撮影されてきたキリンジやソロのPV映像が登場する。

全作詞/作曲:堀込高樹(「牡牛座ラプソディ」(#4) 作詞:堀込高樹/作曲:キリンジ)